# Elle est trop bien
Pour plus de détails, voir Fiche technique et Distribution.
Elle est trop bien (She's All That), ou Elle a tout pour elle au Québec, est un film américain réalisé par Robert Iscove sorti en 1999. Freddie Prinze Jr. et Rachael Leigh Cook interprètent les personnages principaux de cette comédie romantique.

## Synopsis
Zach (Freddie Prinze Jr.) est un lycéen très populaire. Mais lorsque sa petite amie Taylor (Jodi Lyn O'Keefe) lui annonce que c'est terminé entre eux, sa réputation en prend un coup. Il ne se laisse pourtant pas abattre et parie avec son meilleur ami et rival Dean (Paul Walker) que, à ses côtés, n'importe quelle fille peut remporter le titre de « reine du bal » de fin d'année.
Dean, qui a « le choix des armes », choisit Laney (Rachael Leigh Cook), une artiste marginale n'ayant en tête que ses tableaux d'art et ses étranges spectacles. Zach tente de contester ce choix avant de s'atteler à la tâche.
Toutefois, au fil des semaines, une véritable relation va naître entre Laney et Zach.

## Fiche technique
- Titre original : She's All That
- Titre québécois : Elle a tout pour elle
- Titre français : Elle est trop bien
- Réalisation : Robert Iscove
- Scénario : R. Lee Fleming Jr.
- Musique : Stewart Copeland
- Photographie : Francis Kenny
- Montage : Casey O. Rohrs
- Décors : Charles Breen
- Production : Peter Abrams (de), Richard N. Gladstein et Robert L. Levy (en)
- Société de distribution : BAC Films
- Budget : 10 000 000 dollars[1]
- Pays de production :  États-Unis
- Langue originale : anglais
- Genre : comédie romantique
- Format : couleurs (Technicolor) - 1,85:1 - DTS / Dolby Digital / SDDS
- Durée : 95 minutes
- Dates de sortie :
  - Canada : 29 janvier 1999
  - États-Unis : 29 janvier 1999
  - France : 30 juin 1999
  - Belgique : 14 juillet 1999

## Distribution
- Freddie Prinze Jr. (VF : Julien Sibre ; VQ : Martin Watier) : Zach Siler
- Rachael Leigh Cook (VF : Sylvie Jacob ; VQ : Camille Cyr-Desmarais) : Laney Boggs
- Matthew Lillard (VQ : Jacques Lussier) : Brock Hudson
- Paul Walker (VF : Cyril Aubin ; VQ : Joël Legendre) : Dean Simpson
- Jodi Lyn O'Keefe (VF : Laura Préjean ; VQ : Caroline Dhavernas) : Taylor Vaughan
- Kevin Pollak (VF : Jacques Bouanich ; VQ : Hubert Gagnon) : Wayne Boggs
- Anna Paquin (VQ : Charlotte Bernard) : Mackenzie Siler
- Elden Henson (VF : Maël Davan-Soulas ; VQ : Martin Pensa (en)) : Jesse Jackson, le meilleur ami de Laney
- Dulé Hill (VF : Fabrice Josso ; VQ : Hugolin Chevrette-Landesque) : Preston
- Kieran Culkin : Simon Boggs
- Usher Raymond (VF : Christophe Peyroux ; VQ : François L'Écuyer) : le DJ du campus
- Gabrielle Union (VF : Barbara Kelsch ; VQ : Lisette Dufour) : Katie
- Kimberly « Lil’ Kim » Jones : Alex Sawyer
- Tamara Mello (VF : Virginie Méry) : Chandler
- Clea DuVall (VF : Marjorie Frantz ; VQ : Christine Bellier) : Misty
- Tim Matheson (VF : François Dunoyer) : Harlan Siler
- Alexis Arquette (VF : Tony Marot) : Mitch
- Dave Buzzotta (de) (VF : Pascal Grull) : Jeffrey Munge Rylander
- Katharine Towne (VF : Caroline Victoria) : Savannah
- Michael Milhoan (VF : Michel Voletti) : Stickley, le principal du lycée
- Milo Ventimiglia (sans dialogue) : un joueur de foot
- Sarah Michelle Gellar (cameo sans dialogue) : une fille que Simon sert à la cafétéria

Source et légende : Version française (VF) sur RS Doublage et selon le carton du doublage français sur le DVD zone 2.

## Box-office
- États-Unis : 63 366 989 dollars[1]
- France : 415 905 entrées[4]
- Monde : 103 166 989 dollars[1]

## Autour du film
- Ce film a contribué à la notoriété de la chanson Kiss Me du groupe américain Sixpence None the Richer.
- Le film est particulièrement connu pour présenter un cliché récurrent du cinéma : la fille laide qui devient belle en retirant ses lunettes.
- Le film a servi de base à la parodie Sex Academy.
- Le film a donné lieu à un remake en 2021, Il est trop bien, qui propose le scénario inverse, avec une influenceuse qui se donne pour mission de transformer un marginal en roi de la promo.
- Sarah Michelle Gellar fait une apparition lors de la scène où Zach défend le frère de Laney à la cantine.
- Freddie Prinze Jr. et Matthew Lillard se retrouveront trois ans plus tard dans Scooby Doo et sa suite, où se trouve d'ailleurs Sarah Michelle Gellar
- Le lycée où va Zach est le même que celui utilisé dans la série Buffy contre les vampires.